# Klaus Günter Neumann
Klaus Günter Neumann (* 30. Juni 1920 in Berlin; † 3. Juli 1995 ebenda) war ein deutscher Kabarettist, Schauspieler, Texter, Komponist, Arrangeur und Pianist. Er wird häufig mit seinem Berufskollegen Günter Neumann von den Insulanern verwechselt.

## Leben
Geboren wurde Klaus Günter Neumann in Berlin als Sohn eines Steuerbeamten. Nach dem Abitur begann er an der Schauspielschule des Deutschen Theaters Berlin zu studieren, sowie eine private Musikausbildung. Beides musste er abbrechen, als er 1939 zur Wehrmacht eingezogen wurde, wo er eine Soldatenbühne leitete. 1942, während eines Urlaubs, spielte er bei Willi Schaeffers vor, der ihm sofort ein Engagement im Kabarett der Komiker anbot, das er aber wegen der Kriegsumstände nicht antreten konnte. Erst 1946 begann er dort als Klavierhumorist mit eigenen Chansons und blieb bis 1950. Währenddessen eröffnete er 1947 noch seine eigene Kleinkunstbühne, die „Greifi Bar“ in der Joachimstaler Straße 41 in Charlottenburg, das erste Nachkriegskabarett Berlins. Dort hatte 1949 seine erste eigenen Revue Die Luftbrücke Premiere, der dann bis 1951 sechs weitere folgten, alle aus seiner Feder. Zuletzt Festgespielt, in der auch Wolfgang Müller auftrat, den Neumann aus seiner Soldatenzeit in Frankreich kannte. Auch Brigitte Mira, Ethel Reschke, Ruth Stephan und Walter Gross spielten bei ihm. Im Jahr 1952 bezog er ein neues Domizil am Nollendorfplatz, wo er zwei weitere Revuen aufführte.
Neben seinen Revueauftritten war Neumann auch als Mitarbeiter verschiedener Rundfunkanstalten tätig. So trat er von 1951 bis 1954 in der Sendung Rund um die Berolina im NWDR als „Klavierender Bürgermeister von Berlin“ auf – ein „Ehrentitel“ den ihm Ernst Reuter verliehen hatte. Auch Hörspiele verfasste er für den Rundfunk. Nach dem Beginn des Regelbetriebes des Deutschen Fernsehens war er als Komponist, Autor und Interpret an der ersten Live-Sendung aus dem Berliner Sportpalast beteiligt.
Auch als Schlagerautor war er erfolgreich. Er schrieb zusammen mit Ernst Bader den Text zu Tulpen aus Amsterdam, das von Ralf Arnie vertont wurde, sowie als Komponist Wunderland bei Nacht. Dieses Instrumentalstück wurde in der Version von Bert Kaempfert in den USA unter dem Titel Wonderland by Night ein Nummer-eins-Hit und bekam in Deutschland eine Platin-Schallplatte. Erfolgreich war auch die LP der Liederreihe Zille sein Berlin, gesungen von Peter René Körner, Edith Elsholtz, Bully Buhlan, Jo Herbst sowie von Neumann selber. In den Texten dieser Lieder über Heinrich Zille und seine Zeit verwendete er viele Zitate aus Zilles Zeichnungen.

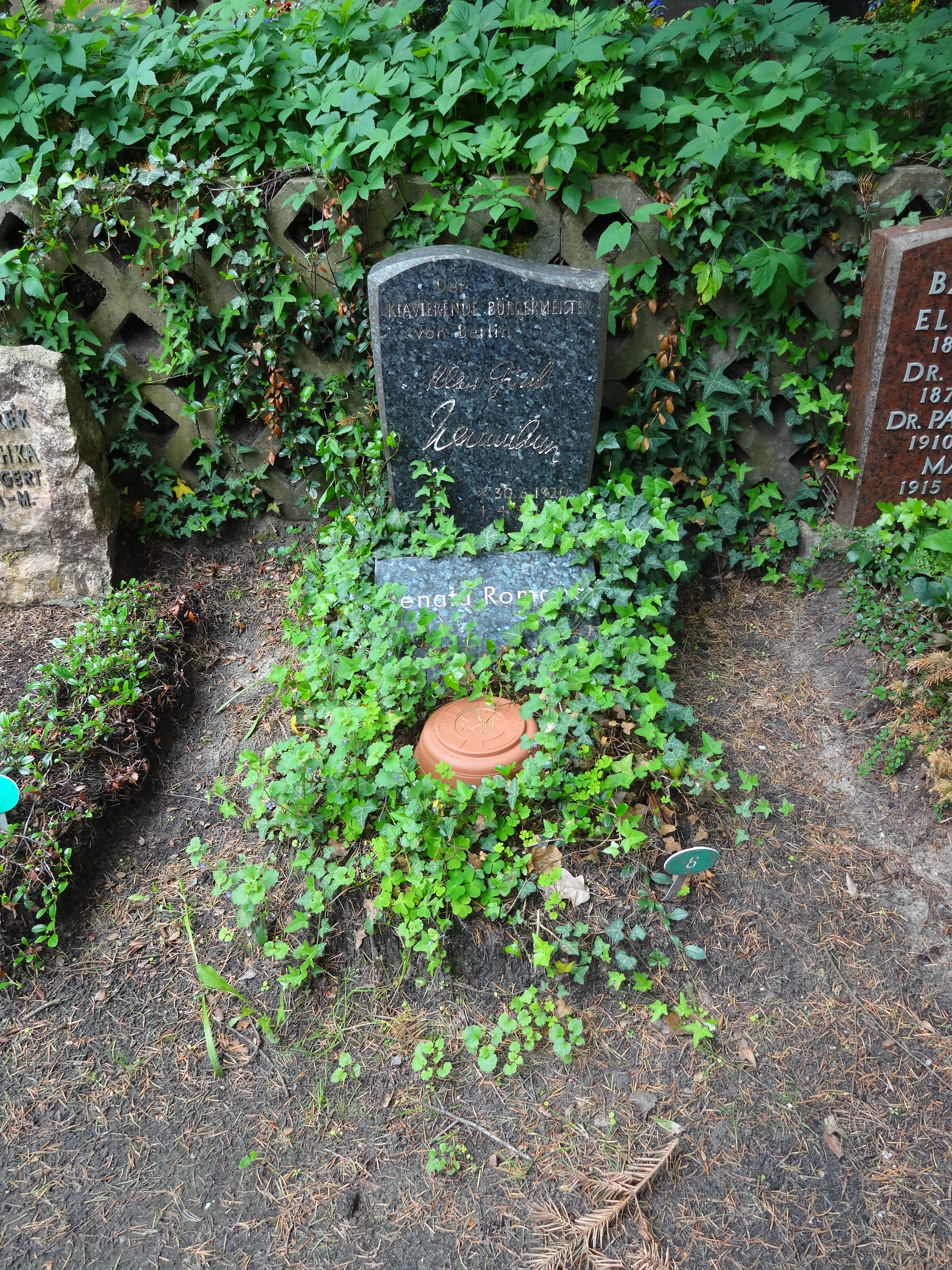
Grab von Klaus Günter Neumann auf dem Friedhof Heerstraße in Berlin-Westend

Klaus Günter Neumann starb, nur drei Tage nach seinem 75. Geburtstag, am 3. Juli 1995 in Berlin. Sein Grab befindet sich auf dem landeseigenen Friedhof Heerstraße in Westend (Grablage: 18-C-6).

## Privates
Verheiratet war Neumann mit Ilse Kiewiet. Die Ehe wurde geschieden. Er war Mitglied der SPD.

## Revuen
In der Greifi Bar
- 1948: Wir fahren wieder Eisenbahn
- 1949: Totoritis
- 1949: Die Luftbrücke
- 1950: Es klappert die Mühle
- 1950: Nackt muß es sein
- 1951: Illusionen
- 1951: Festgespielt

Am Nollendorfplatz
- 1952: Tapetenwechsel
- 1953: Budenzauber

## Film und Fernsehen
- 1951: Aus Stein und Erde (Kurzfilm) (Musik)
- 1952: Man lebt nur einmal (Darsteller)
- 1953: Budenzauber (Fernsehfilm) (Musik)
- 1953: Vati macht Dummheiten (Darsteller)
- 1955: Vatertag (Darsteller)
- 1955: Drei Tage Mittelarrest (Darsteller)
- 1956: Meine 16 Söhne (Musik, Darsteller)
- 1959: Unser Wunderland bei Nacht (Musik, Darsteller)